# Monica Sjöö
Monica Sjöö (Suecia, 31 de diciembre de 1938-Bristol (Inglaterra), 8 de agosto de 2005) fue una pintora, escritora y anarco-ecofeminista radical y una de las primeras exponentes del movimiento de la Diosa. Sus libros y pinturas fueron fundamentales para el desarrollo del arte feminista en Gran Bretaña, coincidiendo con el inicio del movimiento de liberación de la mujer a inicios de los1970.
Sus padres fueron los pintores suecos Anna Harriet Rosander-Sjöö (1912-1965) y Gustaf Arvid Sjöö (1902-1949) , quienes se divorciaron cuando Sjöö tenía tres años. Sjöö dejó la escuela y se escapó de casa cuando tenía 16 años.  
Sjöö viajó por Europa desempeñando diversos trabajos.  Llegó por primera vez a Gran Bretaña a finales de la década de los 50 y se estableció en Bristol, donde (excepto por un período en Gales, a principios de la década de los 80) vivió el resto de su vida. 
La pintura más famosa de Sjöö es Dios dando a luz (1968), que representa a una mujer dando a luz y se inspiró en la visión religiosa de la pintora sobre la maternidad, provocando algunas protestas de grupos cristianos. Escribió el manifiesto Hacia un arte feminista revolucionario (1971) y La gran madre cósmica: redescubriendo la religión de la Tierra (1987).
El arte y la escritura de Sjöö se hicieron muy conocidos fuera del Reino Unido, y durante las décadas de los 1970, 1980 y 1990 mantuvo correspondencia con influyentes escritores y artistas estadounidenses como Jean y Ruth Mountaingrove, Starhawk, Zsuzsanna Budapest, Lucy Lippard, Alice Walker y Judy Chicago .

## Trayectoria
Sjöö fue la autora principal de Hacia un arte feminista revolucionario (1971), uno de los primeros y más militantes manifiestos de arte feminista. Fue ampliamente debatido en la prensa feminista y The Guardian publicó un artículo en respuesta. 
Sjöö escribió el panfleto original que, con la reescritura y ampliación de Barbara Mor, se convertiría en el libro La gran madre cósmica (1987). Aborda la historia antigua de las mujeres y el origen de la religión, y es uno de los primeros libros que propone que los sistemas de creencias religiosas y culturales de la humanidad fueron creados y practicados por primera vez por mujeres. Actualmente está impreso y ha sido, y sigue siendo, parte de muchos programas de estudios de la mujer, de mitología y estudios religiosos. Su investigación y escritura ayudaron a descubrir la historia oculta de la Diosa. El uso exitoso de la interdisciplinariedad por parte de Sjöö en su investigación ha llevado a su aclamación dentro del movimiento de la Diosa. 

### Primeras exposiciones
La primera exposición de Sjöö fue en la Galería Karlsson de Estocolmo, Suecia, en 1967.Posteriormente, siendo una de las fundadoras del grupo Bristol Women's Liberation, en marzo de 1971 participó en la primera exposición "Women's Liberation Art Group" celebrada en la Woodstock Gallery de Londres.  
Margaret Harrison (1977) cuenta que en 1970 se prohibió la exhibición de varias pinturas de Sjöö durante el festival de St. Ives]. (...) "Mónica escribió entonces en el Socialist Woman (Nottingham) la propuesta de formar un grupo o alianza de mujeres artistas. Esto llevó a la formación del Bristol Women's Art Group (...)". 

### Exposiciones posteriores
Sjöö utilizó imágenes en sus pinturas que a menudo hacían referencia al nacimiento, el cuerpo femenino y la naturaleza. Todas estas imágenes eran fundamentales para sus creencias sobre su "Madre Cósmica". Se describió a sí misma como una de las pioneras en este movimiento de recuperación de la divinidad femenina, junto con muchos otros escritores, artistas, poetas y pensadores. En su arte, intentó expresar su creciente creencia religiosa en la Gran Madre como espíritu cósmico y fuerza generativa del universo. Este fue un componente crítico de su obra. Ella afirmó haber entrado en un estado del ser o de la mente donde el conocimiento del pasado, presente y futuro estaba disponible.
La pintura más famosa de Sjöö, Dios dando a luz (1968), representa a una mujer dando a luz y tiene el título pintado en letras rojas en mayúsculas. Es una expresión del viaje espiritual de Sjöö en ese momento, inspirado en su experiencia religiosa durante el nacimiento de su segundo hijo, y representa su percepción de la Gran Madre como creadora universal de la vida cósmica. La pintura y su concepto crearon cierta controversia entre los grupos cristianos en la década de los1970.
En una exposición colectiva en Londres en 1973, Sjöö fue denunciada a la policía por blasfemia  aunque el caso no fue asumido por el tribunal. 

## Creencias
El trabajo y las creencias de Sjöö se centraron en el respeto y cuidado de la Diosa o Madre Tierra . La Diosa era "la belleza de la tierra verde, las aguas vivificantes, los fuegos consumidores, la luna radiante y el sol ardiente". El respeto de Sjöö por la naturaleza y el medio ambiente no era una mera creencia sino, para ella, una verdad espiritual. La Diosa/Tierra debe ser respetada como dadora de vida. Este respeto se encuentra no sólo en sus imágenes, sino también en dos textos que narran su viaje a través de la palabra escrita.  
Sin embargo, estas creencias abstractas se basaban en una base firme de acción y activismo. Estuvo involucrada con los movimientos anarquistas y contra la guerra de Vietnam en Suecia en la década de 1960 y participó activamente en el movimiento de mujeres en Gran Bretaña. Su activismo político siempre surgió de su comprensión espiritual de la tierra como nuestra madre viva, similar a las creencias de algunos pueblos nativos americanos .
Sjöö fue muy crítica con muchas de las ideas y personajes del movimiento New Age, incluidos Alice Bailey, JZ Knight y "Ramtha", y Gene Roddenberry por algunas de las ideas detrás de Star Trek . 

## Acogida
Starhawk describió el trabajo de Sjöö como pinturas que "transformaron imágenes y símbolos antiguos en íconos contemporáneos del poder femenino".  En 1976, Sjöö fue objeto de un documental cinematográfico proyectado en el ICA y NFT . 

## Vida personal
Sjöö creía que la heterosexualidad era un estado antinatural impuesto por el patriarcado y, más adelante en su vida, disfrutó de varias relaciones románticas íntimas con mujeres. (En el contexto del ensayo de 1980 de Adrienne Rich, " Heterosexualidad obligatoria y existencia lesbiana ".) Sin embargo, después de separarse de su segundo marido, el compositor Andy Jubb, Sjöö tuvo una relación intensa con Keith Paton, fundador del movimiento Socialista Alternativo y, como la propia Sjöö, colaborador habitual de la prensa alternativa, especialmente Peace News . Bajo la influencia de Sjöö, Paton cambió su nombre a Motherson (o Mothersson). 
Dos de sus tres hijos murieron jóvenes. El dolor de Sjöö por esta doble pérdida le llevó primero a una parálisis artística similar al bloqueo del escritor, y luego a la expresión artística, en la forma del cuadro Mis hijos en el mundo de los espíritus (1989). 
Sjöö murió de cáncer en 2005, a la edad de 66 años. 

### Exposiciones
| Nombre                                                                                            | Año       | Evento                                                                                            |
| ------------------------------------------------------------------------------------------------- | --------- | ------------------------------------------------------------------------------------------------- |
| Nine Morgens                                                                                      | 2003      | Glastonbury Goddess Conference                                                                    |
| Windows to Otherworlds                                                                            | 2002      | St Petersburgh State University,Rusia                                                             |
| Neolithia Arts Festival                                                                           | 2001–2002 | Gozo(Malta) y Alemania                                                                            |
| II Mara II                                                                                        | 1999      | Dragonara Hotel, St. Julian's, Malta                                                              |
| Malta and Beyond                                                                                  | 1998      | Quan Yin Gallery, Oakland, California, US                                                         |
| "Hjartat sitter till vanster" (Heart is on the Left) radical art in Scandinavia from 1965 to 1975 | 1998      | Varios in Escandinavia                                                                            |
| North Current                                                                                     | 1998      | Varberg Museum, Suiza,Watermans Arts Centre, Londres,(Inglaterra); Gedok-Haus, Lubeck, (Alemania) |
| Sharjah Biennial                                                                                  | 1997      | Emiratos Árabes                                                                                   |
| With Your Own Face On                                                                             | 1994–1995 | Varios en Inglaterra                                                                              |
| Fantasy: Exchange exhibition with Arab women artists                                              | 1994      | Various is UAE                                                                                    |
| The Stones and the Goddess                                                                        | 1990      | Gaia Book Store Gallery, Berkeley, California                                                     |
| Women Artists in Wales                                                                            | 1984–1985 | Llandudno, Aberystwyth Arts Centre and Newport Arts Museum, Gales                                 |
| Woman Magic: Celebrating the Goddess Within Us                                                    | 1979–1980 | Varios en Europa                                                                                  |
| The Worlds as We See It                                                                           | 1977      | Swiss Cottage Library, Londres                                                                    |
| Kvinnfolk (Womenpeople)                                                                           | 1975      | Kulturhuset,, Suiza y Malmo Arts Hall                                                             |
| Women's Lives                                                                                     | 1974-1974 | Varios en Escandinavia                                                                            |
| Images of Womanpower                                                                              | 1973      | Swiss Cottage Library, Londres                                                                    |
| Women's Liberation Art Group                                                                      | 1971      | Woodstock Gallery, Londres                                                                        |

| Name                                            | Year      | Location                                                                                    |
| ----------------------------------------------- | --------- | ------------------------------------------------------------------------------------------- |
| Monica Sjöö: The time is NOW and it is overdue! | 2022      | Beaconsfield Gallery, Lambeth, London                                                       |
|                                                 | 2001      | Create Gallery, Bristol, Inglaterra                                                         |
|                                                 | 2001      | Skellefta Women's Arts Museum, Suecia                                                       |
|                                                 | 2001      | Kebele Kulture Projekt, Bristol, Inglaterra                                                 |
| Traveling Show                                  | 1999–2000 | Casa de Colores at Brownsville, Texas, USA; Austin(Texas); University of Texas in Arlington |
|                                                 | 1998      | Gaia Centre Galleri, Estocolmo (Suecia)                                                     |
| Touring Exhibition                              | 1994      | Varios en Escandinavia                                                                      |
| Women's Rites                                   | 1994      | Liverpool, (Inglaterra)                                                                     |
|                                                 | 1967      | sv, Stockholm                                                                               |

### Obra en colecciones
La obra de Sjöö se puede encontrar en la Colección de Arte de Mujeres del Murray Edwards College de Cambridge y en el sv en Skellefteå, Suecia. Algunas de sus obras se encuentran actualmente en colecciones privadas de particulares: Sig Lonegren, Alice Walker y Genevieve Vaughan  tienen algunas, mientras que Maggie Parks posee la mayor parte de su obra. El Templo de la Espiritualidad de la Diosa dedicado a Sekhmet alberga el Sekhment del Fuego Primordial con Cabeza de León Solar (1992, óleo sobre madera prensada), el cual se exhibe en la sala de estar de su casa de huéspedes.  

## Obras escritas

### The Great Cosmic Mother
- Sjöö, Monica; Berg, Anne (1971). Images on Womanpower – Art Manifesto (trying to get a rough and necessarily incomplete idea of what we are about). Bristol, England. Reprinted in "Towards a Revolutionary Feminist Art"
- Sjöö, Monica; Berg, Anne; Moore, Liz (1972). Towards a Revolutionary Feminist Art. Bristol, England: Monica Sjöö.

### Libros
- Sjöö, Monica; Mothersson, Keith (1979). Women are the Real Left/Wider We: Towards Anarchist Politics. Matri/anarchy Press. ISBN 978-0950655109.
- —— (1 de febrero de 1992). New Age and Armageddon: The Goddess or the Gurus?. London: Women's Press. ISBN 9780704342637.
- —— (1999). Return of the Dark/Light Mother or New Age Armageddon: Towards a Feminist Vision of the Future. Austin, TX: Plain View Press. ISBN 9781891386077.
- —— (1 de mayo de 2000). The Norse Goddess. Meyn Mamvro Publications. ISBN 978-0-9518859-6-3.
- —— (2003). Kvinnligt konstnärligt skapande är mänskligt skapande: några kommentarer till Monica von Stedingk, "Kvinnokonstmuseum som ide" [Female Artistic Creation is Human Creation: Some Comments by Monica von Stedingk, "Women's Art Museum as an Idea"] (en sueco). Museum Anna Nordlander. ISBN 9789186072315.

### Capítulos
- Sjöö, Monica (1972). «A Woman's Rights Over Her Body».  En Wandor, Michelene, ed. The Body Politic: Writings from the Women's Liberation Movement in Britain, 1969–1972. London: Stage 1. pp. 180–188. ISBN 9780850350142.
- —— (1983). "Aspects of the Great Mother" and "Creation". In Garcia, Jo; Maitland, Sara. Walking on the Water: Women Talk About Spirituality. London: Virago. ISBN 9780860683810
- ——; Smythe, Roslyn (1987). «Some Thoughts About Our Exhibition of 'Womanpower: Women's Art' at the Swiss Cottage Library».  En Parker, Rozsika; Pollock, Griselda, eds. Framing Feminism: Art and the Women's Movement, 1970–85. London: Pandora Press. ISBN 9780863581793.
- —— (1990). «Tested by the Dark/Light Mother of the Other-world».  En Matthews, Caitlin, ed. Voices of the Goddess: A Chorus of Sibyls. Aquarian Press. ISBN 9780850309652.
- ——; Straffon, Cheryl (1993). «Introduction». Pagan Cornwall: Land of the Goddess. Penzance, Cornwall: Meyn Mamvro. ISBN 9780951885925.
- —— (1995). «Monica Sjöö».  En Witzling, Mara R., ed. Voicing Today's Visions: Writings by Contemporary Women Artists. London: Women's Press. ISBN 0704344335.
- —— (1996). «Well Worship: The Cult of Sacred Waters».  En Castle, Leila, ed. Earthwalking Skydancers: Women's Pilgrimages to Sacred Places. North Atlantic Books. ISBN 978-1883319335.

### Artículos
- Sjöö, Monica (1973). «För en revolutionär feministisk konst». Vi Människor (en sueco) 25 (4): 22-26.
- —— (1977). «Women's Spirituality». Goddess Shrew 1. London: London Matriarchy Study Group. pp. 5-6.
- —— (1978). «Some Thoughts on Menstruation». Menstrual Taboos 2. London: London Matriarchy Study Group. pp. 11-13.
- —— (1979). «An Avebury Experience». Politics of Matriarchy 3. London: London Matriarchy Study Group. p. 55. ISBN 978-0906663004.
- —— (Fall 1980). «Art is a Revolutionary Act». WomanSpirit.
  - Excerpted in: (2001). In Robinson, Hilary. Feminism Art Theory: An Anthology 1968–2000. Malden, MA: Blackwell. ISBN 9780631208495.
  - (2015). In Robinson, Hilary. Feminism Art Theory: An Anthology 1968–2014. Malden, MA: Wiley Blackwell. ISBN 9781118360606.
- —— (1983). «Sagan om St. Göran och kvinnan». Hertha (en sueco) 70 (2): 2-4, 38.
- —— (Summer 1984). «The Bleeding Yew Mother and Pentre Ifan Cromlech». Wood and Water 2 (12): 6-8. Archivado desde el original el 10 de enero de 2017. Consultado el 1 de marzo de 2024.
- —— (1998). «Sinister New Age Channelings: Who or What is Speaking?». From the Flames – Radical Feminism with Spirit 22. Archivado desde el original el 4 de marzo de 2016.
- ——. «The Unofficial Herstory of the Externsteine, Ancient Sacred Rocks of Germany». The Pipes of Pan 19. Archivado desde el original el 14 de marzo de 2016.
- ——. «Challenging New Age Patriarchy». Women of Power (19). Archivado desde el original el 14 de marzo de 2016.
- —— (28 de mayo de 1993). «Going To Church: Breaking the Taboo – doing the unthinkable». Archivado desde el original el 14 de marzo de 2016.
- ——. «The Artist As Reluctant Shamanka». Archivado desde el original el 14 de marzo de 2016.
- ——. «St Non's Well, Pembrokeshire». Archivado desde el original el 14 de marzo de 2016.
- ——. «On Death and Dying». Archivado desde el original el 14 de marzo de 2016.

### Poemas
- Sjöö, Monica (1975). The Ancient Religion of the Great Cosmic Mother of All. Bristol, England: Monica Sjöö. (Original pamphlet)
- Sjöö, Monica (1977). Den Store Kosmiske Mor og Hennes Urgamle Religion (en noruego). Trondheim: Regnbuetrykk. ISBN 9788272230011.
- Sjöö, Monica; Mor, Barbara (1981). The Ancient Religion of the Great Cosmic Mother of All. Trondheim: Rainbow Press. ISBN 82-7223-012-7.
- Sjöö, Monica; Mor, Barbara (1987). The Great Cosmic Mother: Rediscovering the Religion of the Earth. New York: HarperCollins Publishers Inc. ISBN 9780062507914.
- Sjöö, Monica; Mor, Barbara (1991). The Great Cosmic Mother: Rediscovering the Religion of the Earth (2nd edición). New York: HarperCollins Publishers Inc. pp. 501. ISBN 0062507915.
  - Excerpted in: Sjöö, Monica; Mor, Barbara (2016). «The First Sex: In The Beginning We Were All Female».  En Barrett, Ruth, ed. Female Erasure. Tidal Time. ISBN 978-0997146707."The First Sex: In The Beginning We Were All Female". In Barrett, Ruth (ed.). Female Erasure. Tidal Time. ISBN <bdi>978-0997146707</bdi>.

### Folletos
- Sjöö, Monica. «Nearly full Moon, Autumn Equinox 1986». Archivado desde el original el 14 de marzo de 2016.
- —— (12 de septiembre de 1987). «New Age or Armegeddon». Archivado desde el original el 14 de marzo de 2016.
- ——. «Are There Great Female Beings Out There – Waiting for Us to be Free...». Archivado desde el original el 14 de marzo de 2016.

## Otras lecturas
- Sjöö, Monica; Berg, Anne (1971). Images on Womanpower – Art Manifesto (trying to get a rough and necessarily incomplete idea of what we are about). Bristol, England. Reprinted in "Towards a Revolutionary Feminist Art"
- ——; Berg, Anne; Moore, Liz (1972). Towards a Revolutionary Feminist Art. Bristol, England: Monica Sjöö.